# Ратланд (Масачусетс)
Ратланд (енгл. Rutland) насељено је место без административног статуса у америчкој савезној држави Масачусетс.

## Демографија
По попису из 2010. године број становника је 2.111, што је 94 (-4,3%) становника мање него 2000. године.
| Група             | 2000.         | 2010.         |
| Белци             | 2.118 (96,1%) | 2.018 (95,6%) |
| Афроамериканци    | 29 (1,3%)     | 21 (1,0%)     |
| Азијати           | 2 (0,1%)      | 13 (0,6%)     |
| Хиспаноамериканци | 28 (1,3%)     | 31 (1,5%)     |
| Укупно            | 2.205         | 2.111         |